# 前880年代
| 千纪： | 前1千纪 |
| 世纪： | 前10世纪 \| 前9世纪 \| 前8世纪                                                                             |
| 年代： | 前910年代 \| 前900年代 \| 前890年代 \| 前880年代 \| 前870年代 \| 前860年代 \| 前850年代                    |
| 年份： | 前889年 \| 前888年 \| 前887年 \| 前886年 \| 前885年 \| 前884年 \| 前883年 \| 前882年 \| 前881年 \| 前880年 |

## 重要事件及趋势
- 大体相当于周懿王、周孝王、周夷王时期

## 逝世
- 前885年：巴沙（以色列王国的第四任君主）
- 前884年：以拉（以色列王国的第五任君主）、心利 (國王)（以色列王国的第六任君主）

## 重要人物
- 魯厲公